# Cratobracon caudatus
Cratobracon caudatus är en stekelart som först beskrevs av Gyöö Viktor Szépligeti 1901.  Cratobracon caudatus ingår i släktet Cratobracon och familjen bracksteklar. Inga underarter finns listade i Catalogue of Life.